# Nicolas De Crem

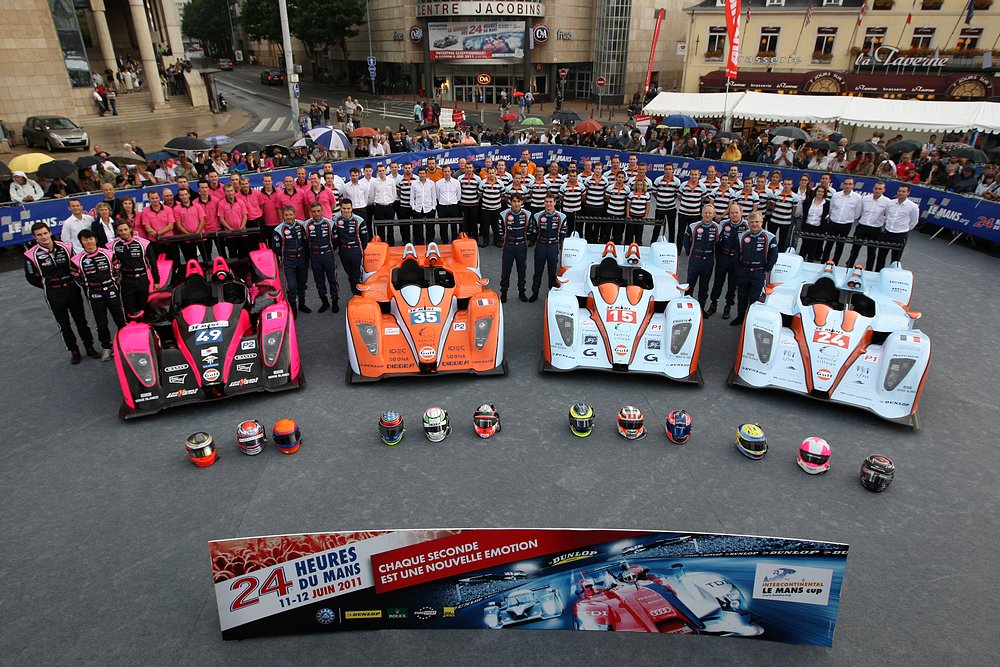
Die OAK-Rennmannschaft beim 24-Stunden-Rennen von Le Mans 2011. Ganz links steht Nicolas De Crem neben dem Pescarolo 01 mit der Startnummer 49

Nicolas De Crem, in manchen Quellen auch Nicolas de Crem, (* 31. Juli 1990 in La Louvière) ist ein ehemaliger belgischer Autorennfahrer.

## Karriere im Motorsport
Wie viele Rennfahrer seiner Generation begann De Crem schon als Teenager mit dem Motorsport. Nach ersten Erfolgen im Kartsport fuhr er ab 2006 zwei Jahre in der belgischen Formel-Renault-Meisterschaft. Nachdem sich dort keine Erfolge einstellten, wechselte er mit Beginn der Rennsaison 2009 in den Touren- und Sportwagensport. 2009 wurde er Gesamtvierter in der belgischen Tourenwagen-Meisterschaft. 2010 und 2011 startete er mit dem Team Boutsen Energy Racing in der European Le Mans Series, wobei er 2010 auf einem Oreca FLM 09 und 2010 auf einem Oreca 03 LMP2 antrat. Er gab 2011 sein Debüt beim 24-Stunden-Rennen von Le Mans. 
De Crem ist offiziell nicht vom aktiven Sport zurückgetreten, hat jedoch seit dem Ablauf der Saison 2011 keine Rennen mehr bestritten.

## Statistik

### Le-Mans-Ergebnisse
| Jahr | Team       | Fahrzeug     | Teamkollege   | Teamkollege | Platzierung | Ausfallgrund |
| ---- | ---------- | ------------ | ------------- | ----------- | ----------- | ------------ |
| 2011 | OAK Racing | Pescarolo 01 | Shinji Nakano | Jan Charouz | Rang 14     |              |